# Chiesa di Santa Margherita (Faenza, Rivalta)
La chiesa di Santa Margherita è un luogo di culto cattolico situato fra Faenza e Modigliana in Romagna.
Dedicato a Santa Margherita martire di Antiochia.

## Storia
In principio era la cappella privata di un devoto, che era solito celebrare qui la Messa domenicale. Nel 1573 Mons. Marchesini è il primo a stilarne una relazione, durante la visita pastorale, descrivendola come vecchia ed inospitale: ha scritto anche che le fondamenta erano messe a dura prova dall'azione d’erosione del fiume Marzeno e lo sono tuttora; dietro l’altare è possibile osservare una grossa fenditura fra le piastrelle, quindi si è intervenuti con sistemi di tiranti in ferro per evitare che la chiesa fosse trasportata dall’impeto del fiume e di conseguenza che non crollasse nel profondo dirupo, di cui il nome Rivalta, che le sta direttamente dietro. Le storie Faentine ricordano che in quella zona era presente la selva di Tagliavera che sarà poi sostituita da campi coltivati.
Fino al 1894 era conosciuta come “una stanzaccia con soffitto di canne e priva di qualunque ornamento”……ma sta per avvenire la svolta: sullo scalino di entrata si può leggere A.D. 1905. Essa è la data della ristrutturazione, voluta da don Vincenzo Tasselli, che cambiò il volto dell’antica chiesetta privata: sono state aggiunte in questo periodo le due cappelle laterali con il fonte battesimale e nel 1913 è stato eretto anche il campanile.

## Descrizione

### Esterno
Avvicinandosi dalla strada si scorge in primis il campanile alto 33 metri con la punta in alluminio che luccica sotto il sole. Ha una forma quadrata che ricorda quella del campanile di San Marco a Venezia ma avendo lo stesso colore della chiesa cioè un rosso mattone. 
Il loro equilibrio romanico è interrotto da due piatti in cotto sulla facciata a capanna raffiguranti Santa Margherita e la Santa Vergine. Questi sono le copie degli originali in maiolica voluti dai Fratelli Minardi: uno è stato rubato mentre l’altro è stato appeso all’interno della chiesa. I costruttori hanno posto finestre: tre bifore per quanto riguarda la facciata, di cui solo una aperta ed altre otto lungo le navate.

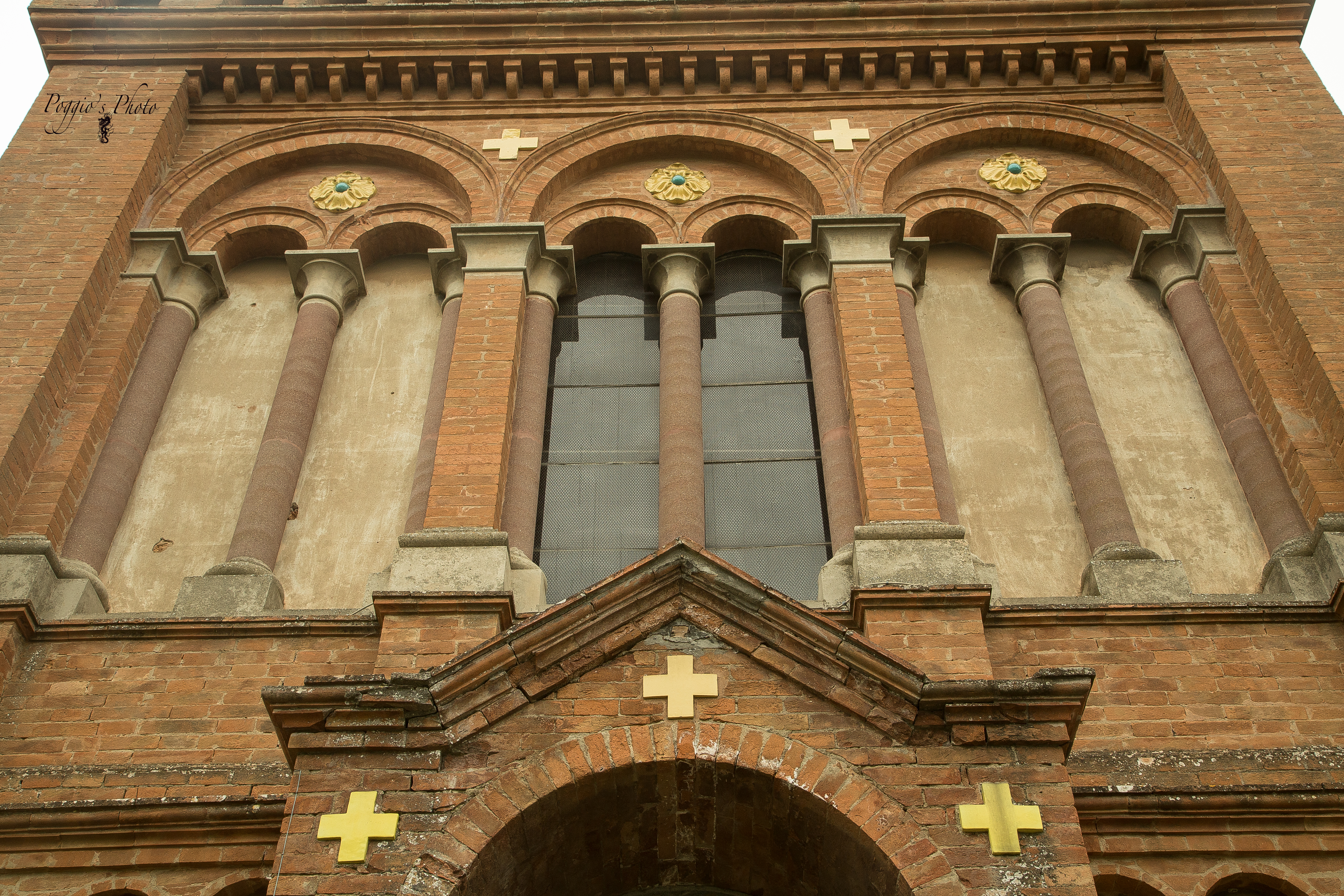
Facciata di Santa Margherita

Si vedono molto bene le aggiunte risalenti alla ristrutturazione: incorniciano la vecchia struttura come una corazza; il piccolo portico del portale ne è un esempio insieme al timpano fregiato con tante sfere azzurre ornamentali.
La forma dell'edificio è di forma rettangolare.

### Interno

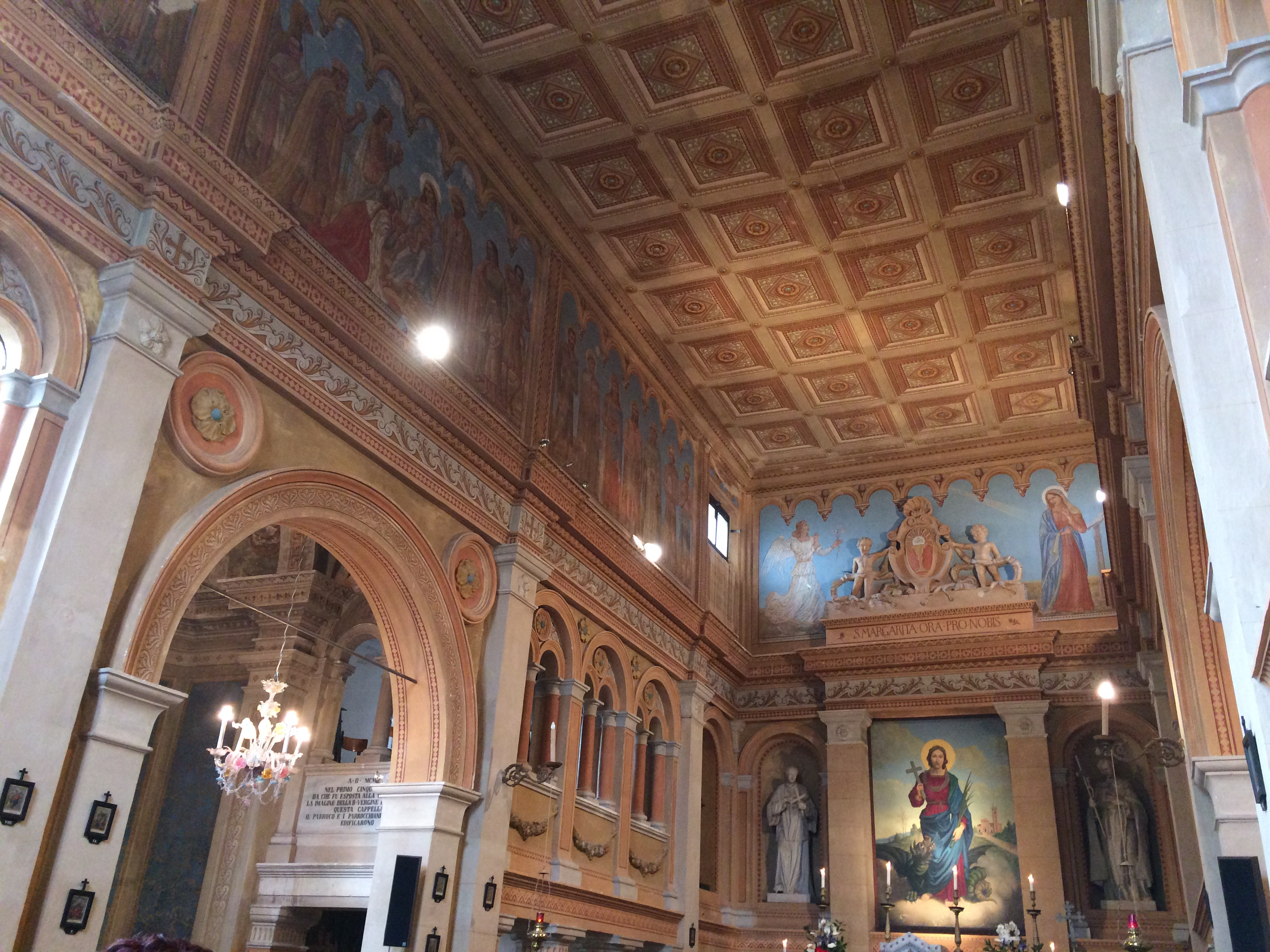
Interno di Santa Margherita in Rivalta

Il colore predominante è l’oro che riesce ad assegnare all’insieme una certa atemporalità. Appena si entra si aprono ai lati le due cappelle che danno respiro alla struttura ed una di queste contiene il fonte Battesimale di Rivalta. Continuando lungo la navata sinistra si arriva ad una piccola zona quadrangolare utile ad ospitare il coro oppure ad essere adibita a matroneo.
Le bifore illuminano l’interno svelando una fascia di affreschi che corre lungo tutta la parete, come un raso di un pacco regalo, raffigurando le principali scene bibliche ed evangeliche. Anche il tetto ricorda il colore oro ed è fatto con un ritornello di cassettoni in legno.

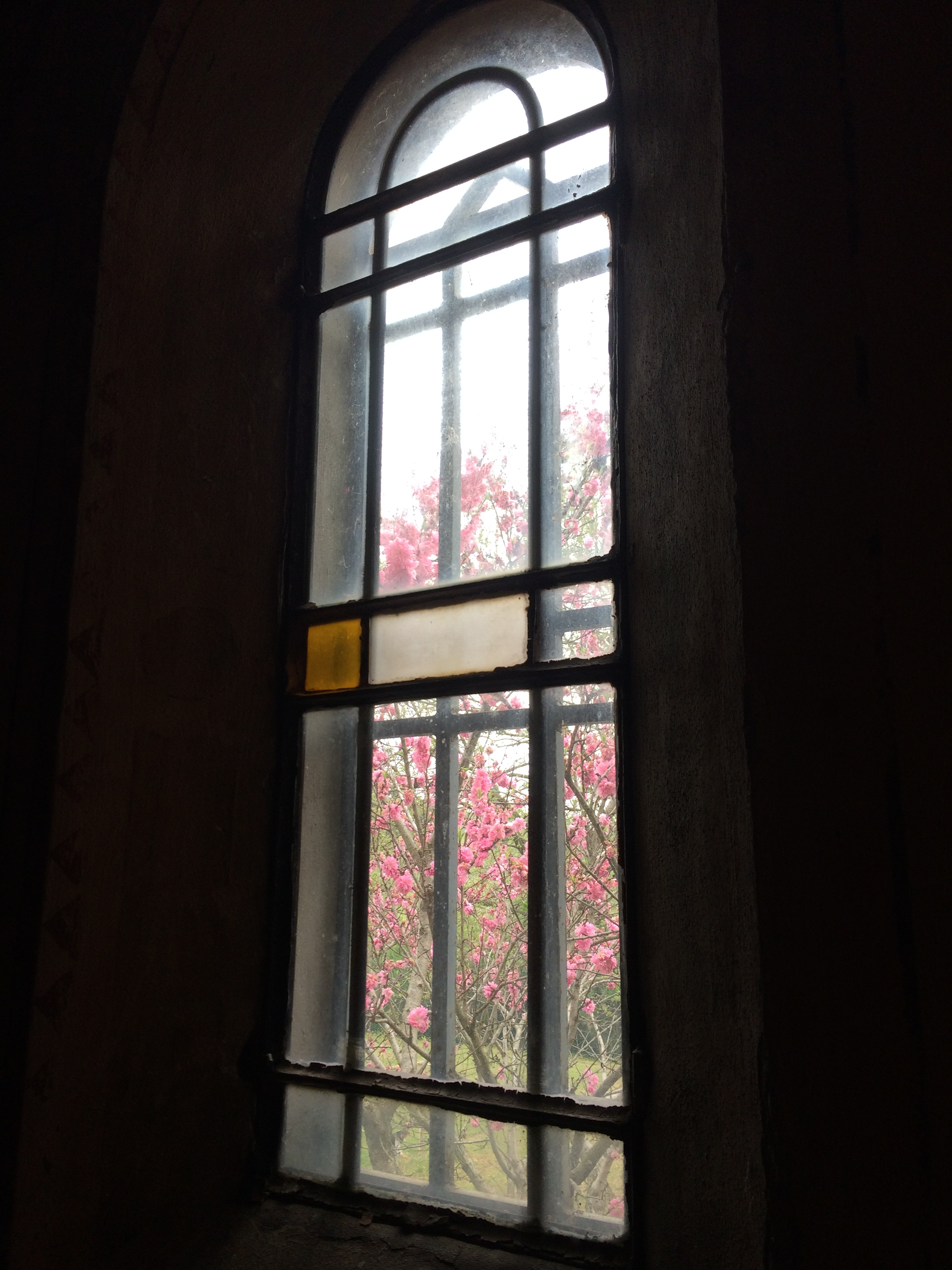
Albero fiorito in Santa Margherita in Rivalta

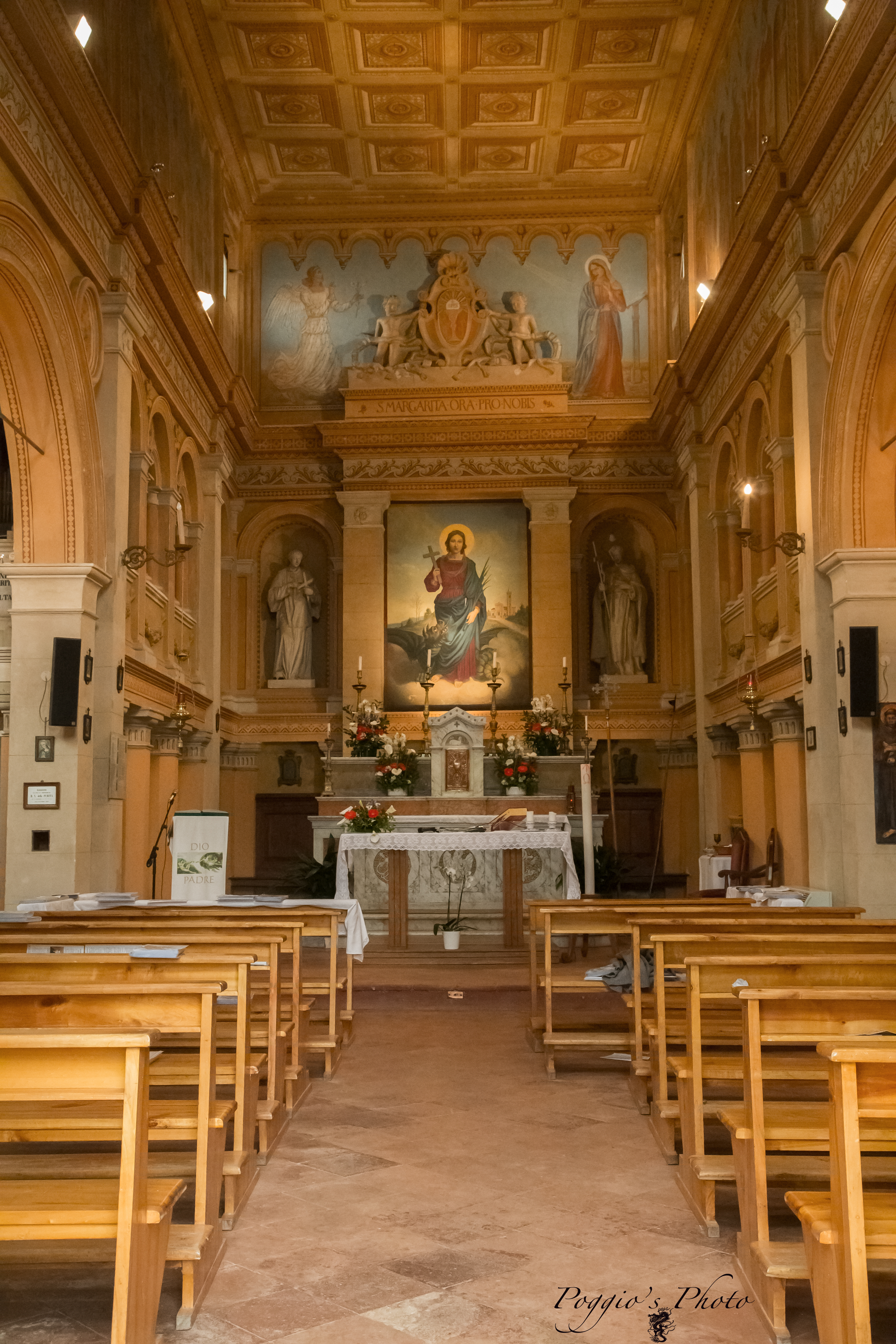
Navata centrale di Santa Margherita in Rivalta

#### Il fonte battesimale di Rivalta

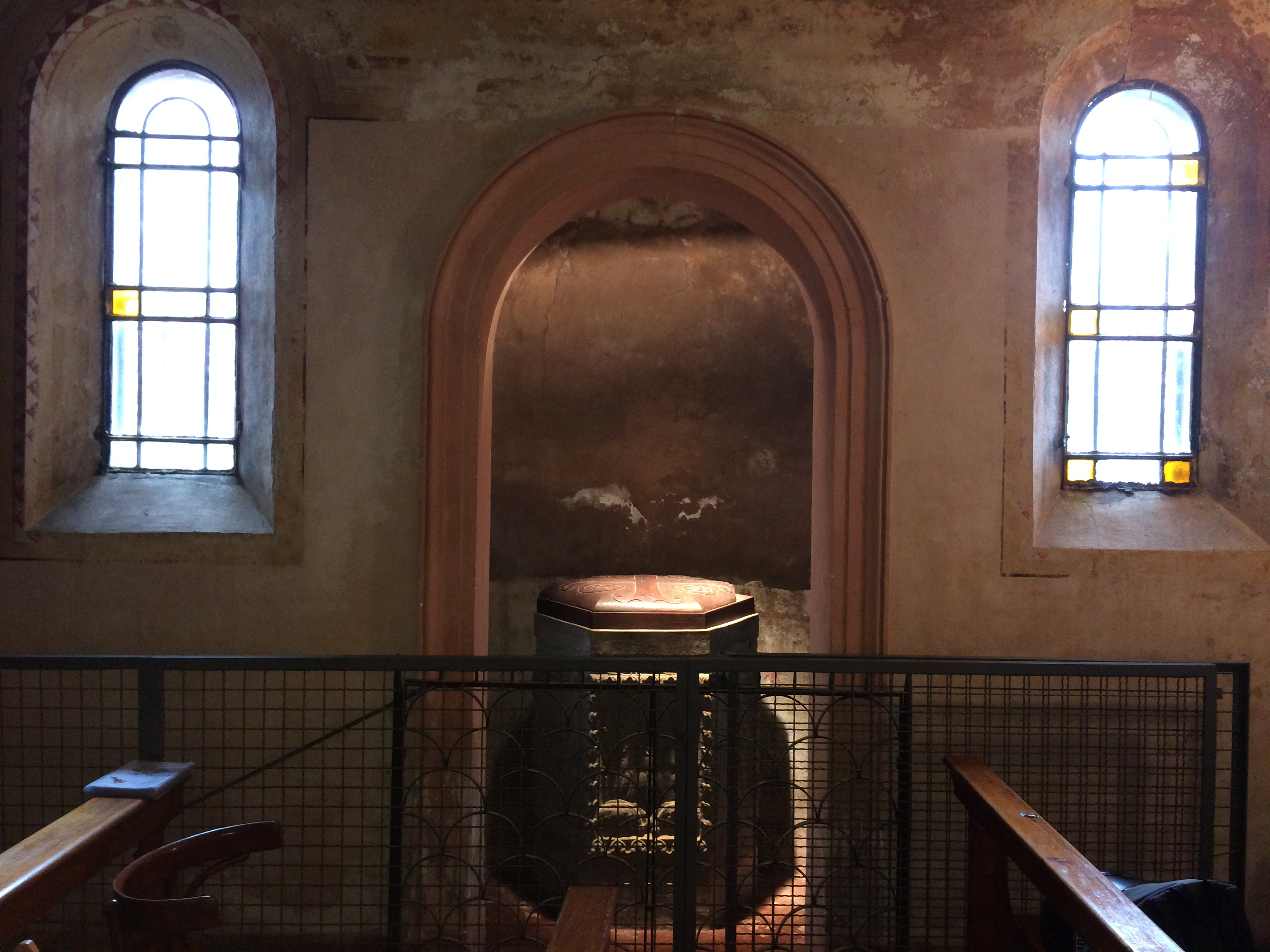
Cappella del fonte

In una delle lettere raccolte da Giovanni Comisso l’autore del fonte Arturo Martini scrive all’amico: “lavoro per i preti e ho tanto da fare… Il papa ha ordinato a tutte le chiese del regno di far costruire la cappella per il rito battesimale”. Lo scultore aveva trovato appoggio presso i conti Zauli-Naldi, che l’avevano presentato al prete di Rivalta che subito lo riconosce come “l’anticristo”. Egli infatti aveva una personalità indomabile che però si ammansì durante il suo servizio nella placida campagna.
Il fonte proprio per la sua applicazione postuma è come inglobato all’interno di una cappellina , tanto che si parla di arte muraria e non scultorea, che fa comparire solo tre dei sei lati previsti; l’esagono è infatti la forma del fonte che sta ad indicare simbologicamente una trasformazione. La sua posizione è molto incassata e soprattutto fissa, perciò è molto difficile da raggiungere con macchine fotografiche ed ancora di più da studiare. Il materiale, cemento, evidenzia i passati problemi economici della parrocchia, accompagnato con il legno del coperchio dove sono presenti varie iscrizioni fra cui l'alfa e l'omega, indicanti l’inizio e la fine. Un fregio con un ritornello caratteristico incornicia le tre scene dei tre lati in vista dell’esagono: la parete sinistra presenta una scena tratta dal diluvio universale, quella centrale mostra un gregge di pecore sormontato dall’agnello con l’aureola, in quella destra c’è Mosé che percuote la roccia con il bastone.

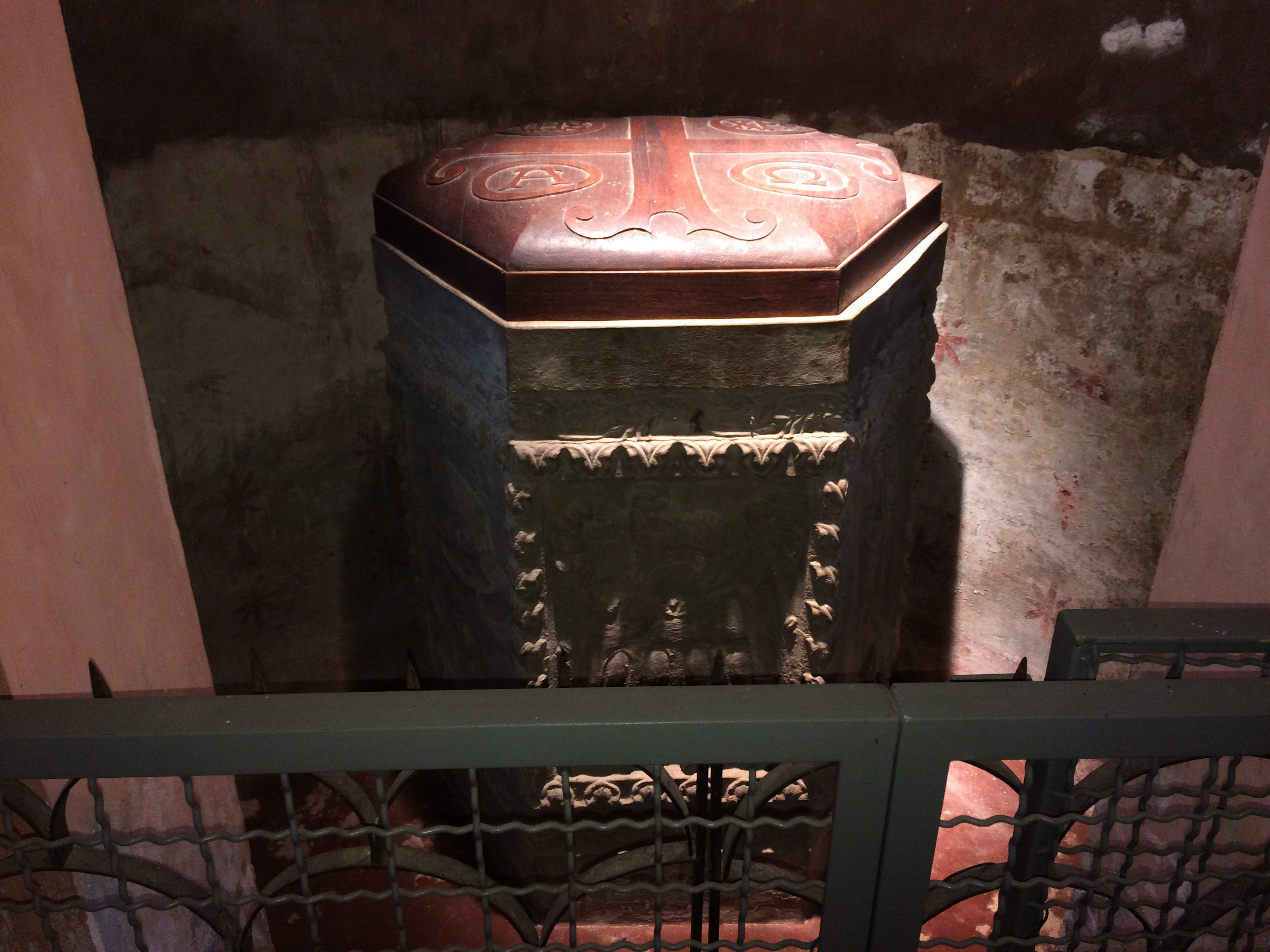
Fonte battesimale di Santa Margherita in Rivalta

## Galleria d'immagini

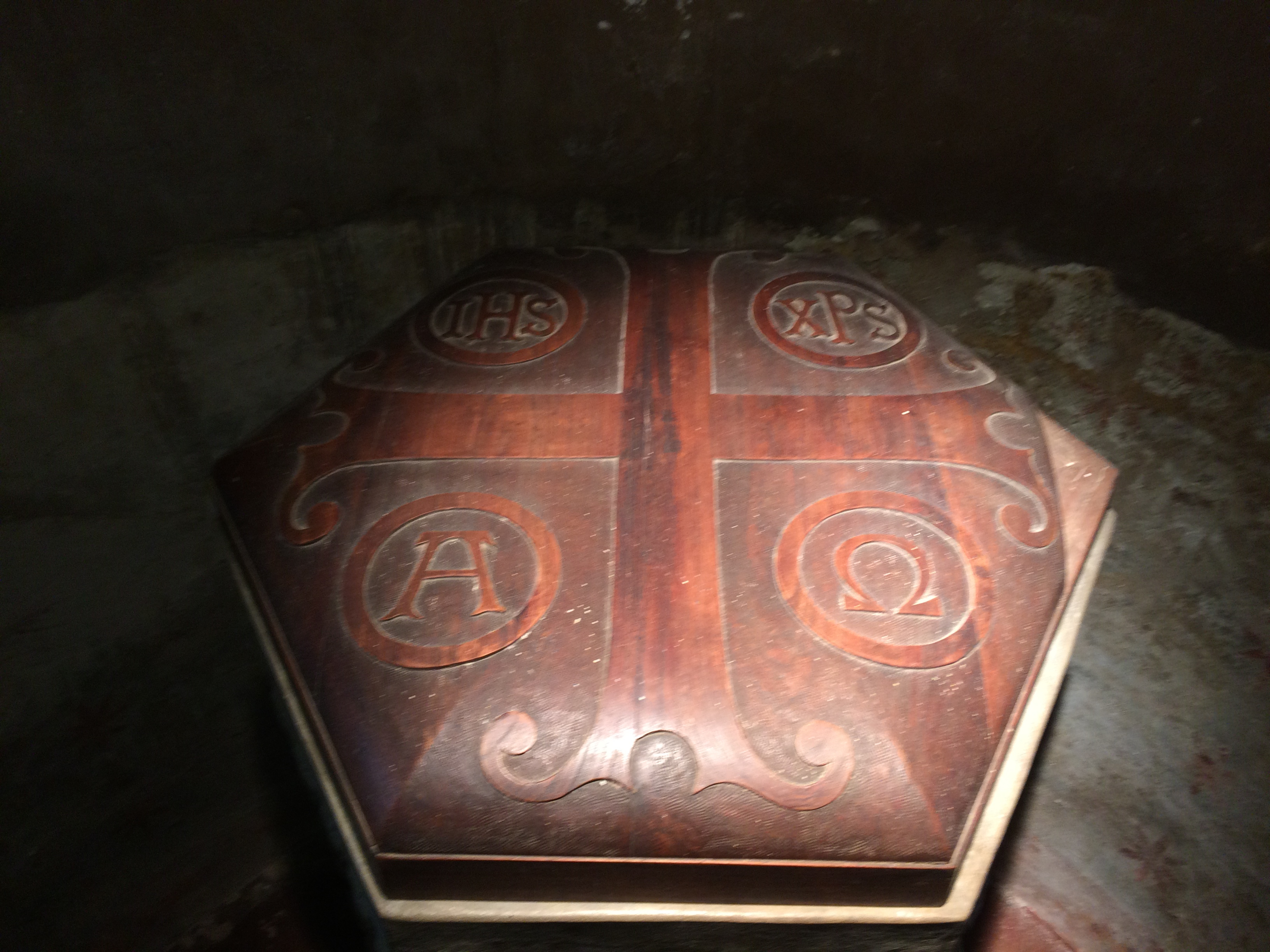
Coperchio del fonte
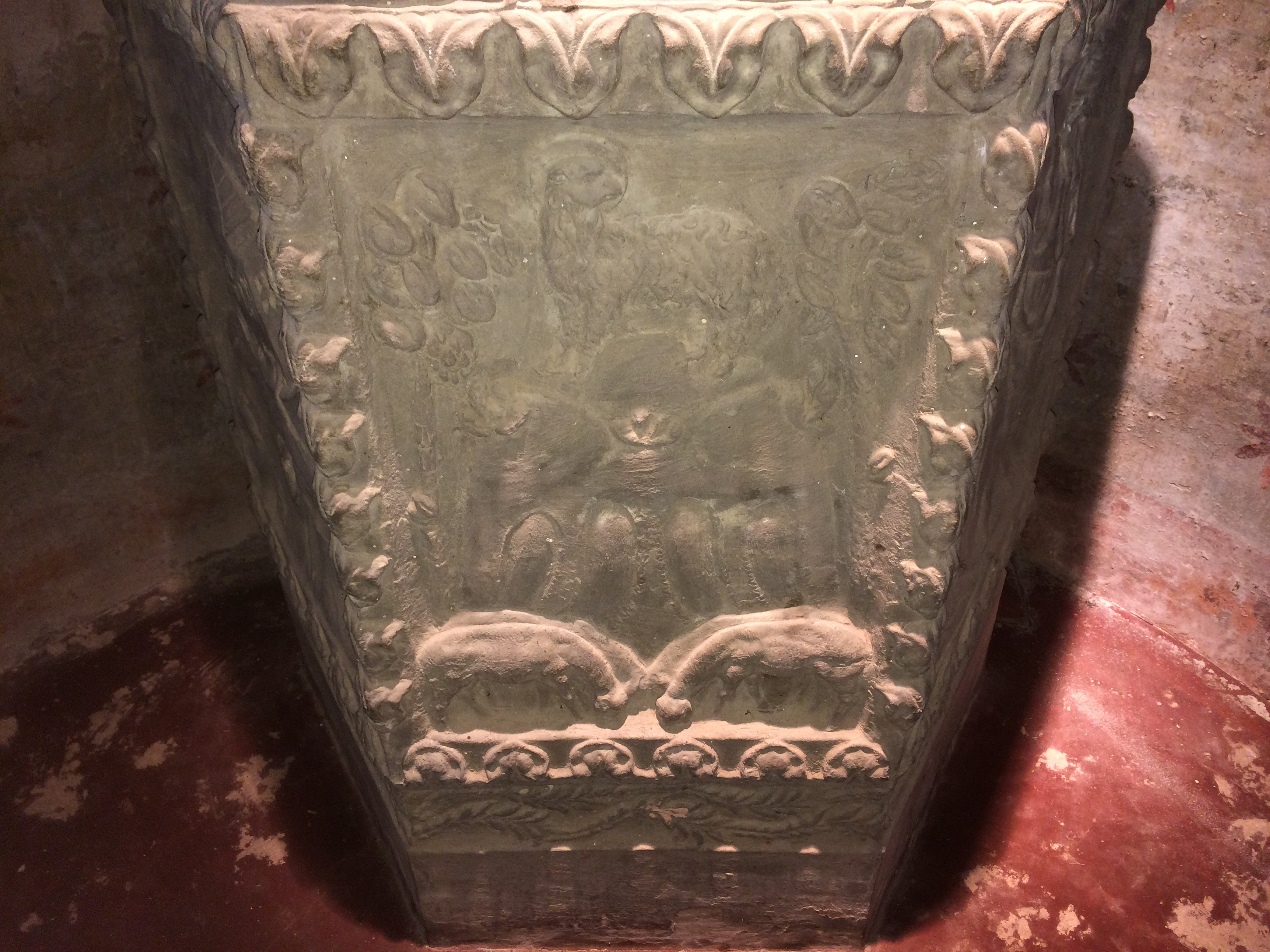
Parete anteriore del fonte
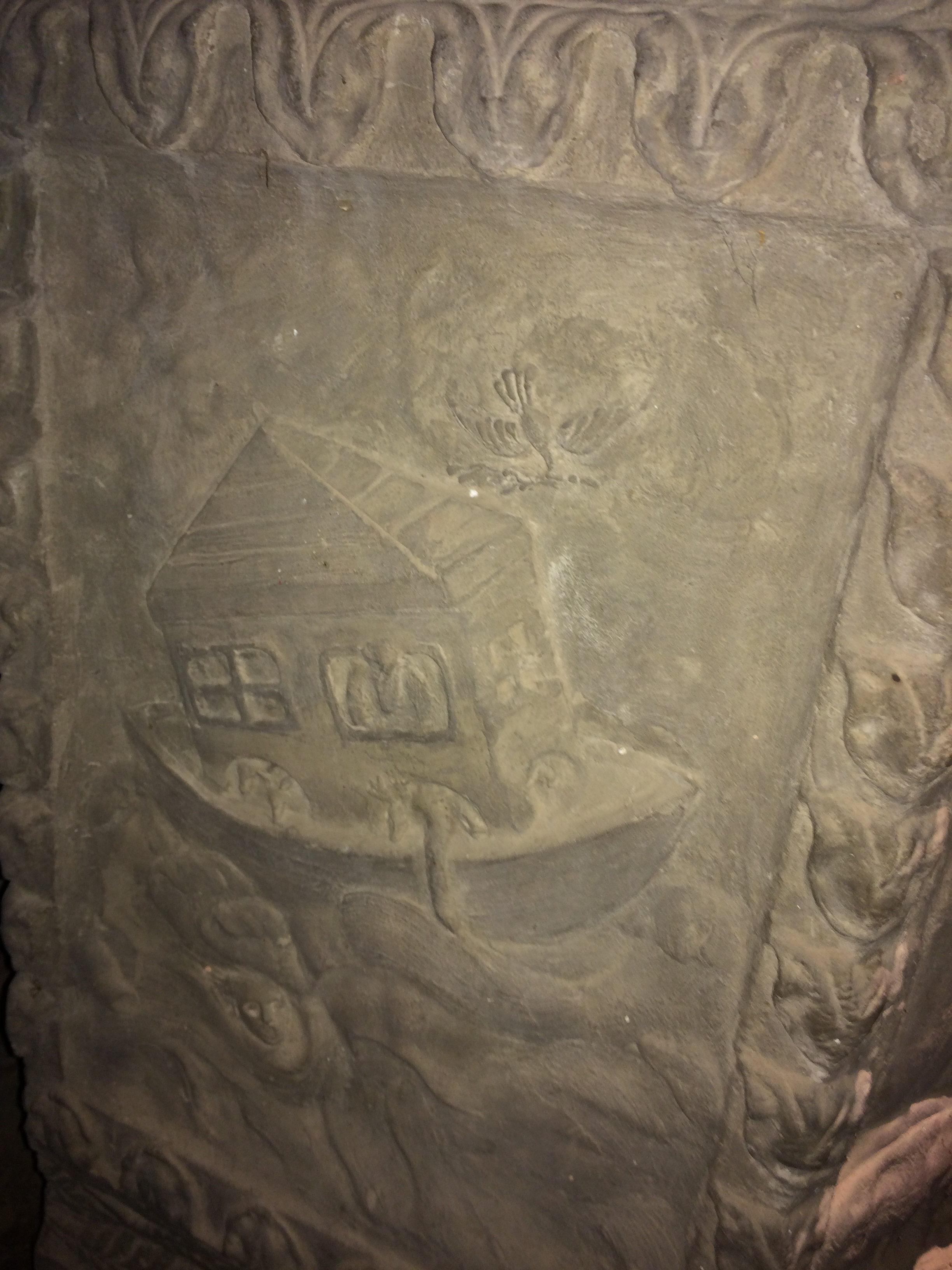
Parete sinistra del fonte
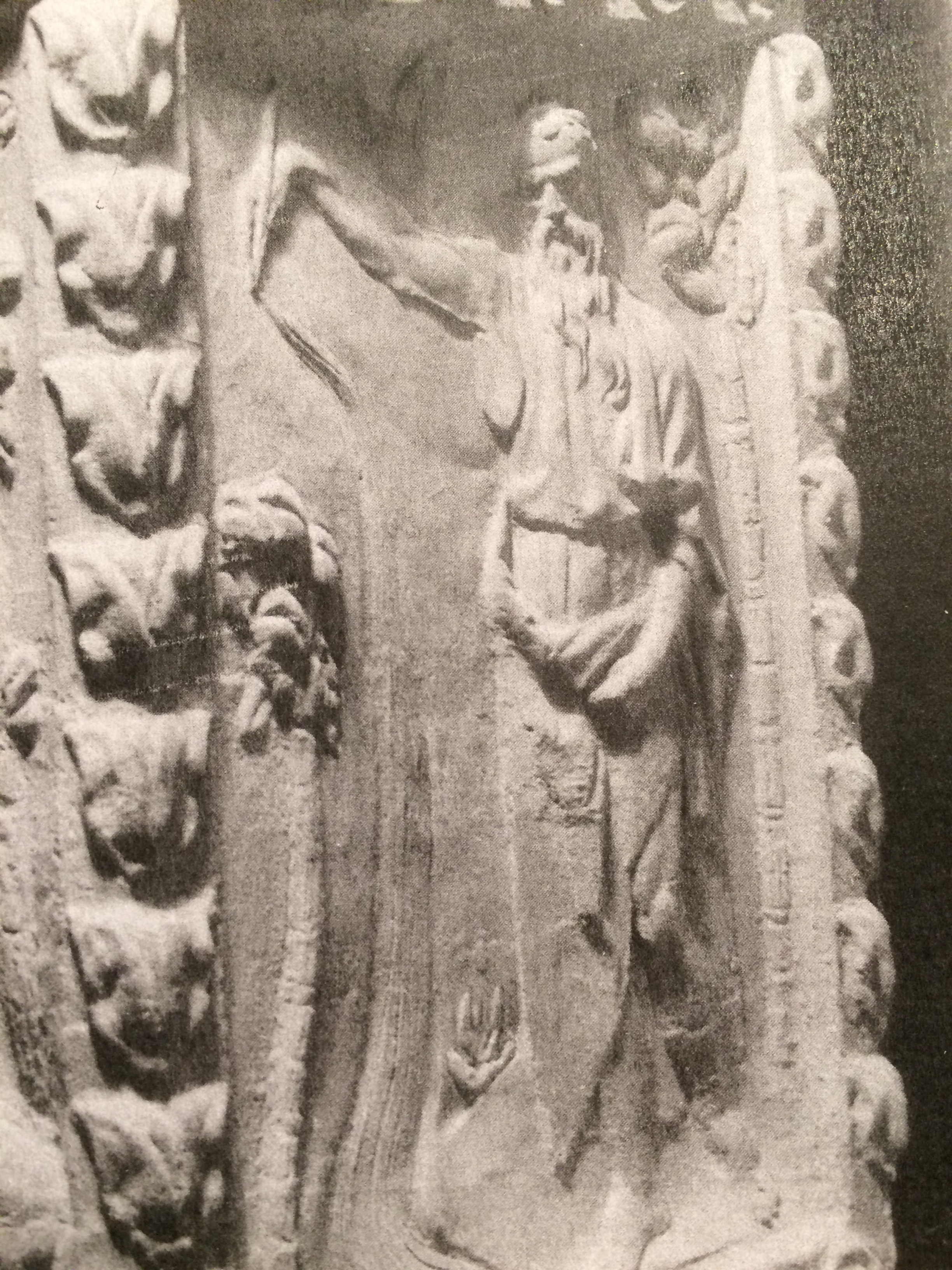
Parete destra del fonte